# Pont ferroviaire de Riga
Le pont ferroviaire (en letton : Dzelzceļa tilts) est un pont qui traverse la rivière Daugava à Riga, capitale de la Lettonie.

## Histoire
Le premier pont ferroviaire en fer à Riga, a été construit en 1871-1872 pour le Chemin de fer Riga-Jelgava.
Le nouveau pont a été inauguré en 1914, bombardé deux fois, pendant la Première Guerre mondiale en 1917 et la Seconde Guerre mondiale en 1944, et a été reconstruit à chaque fois. Le pont est aujourd'hui le seul pont ferroviaire de Riga.

## Galerie

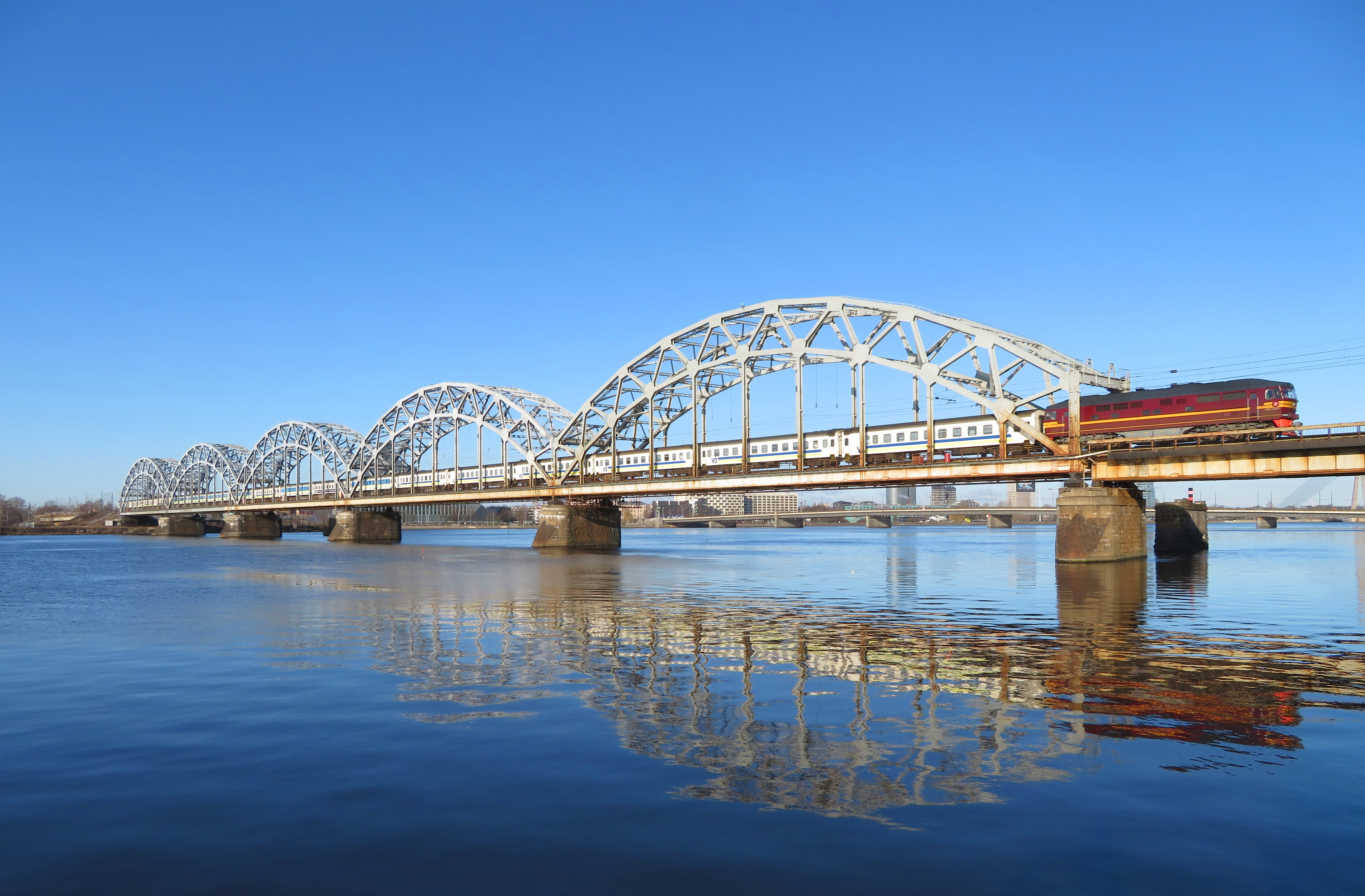
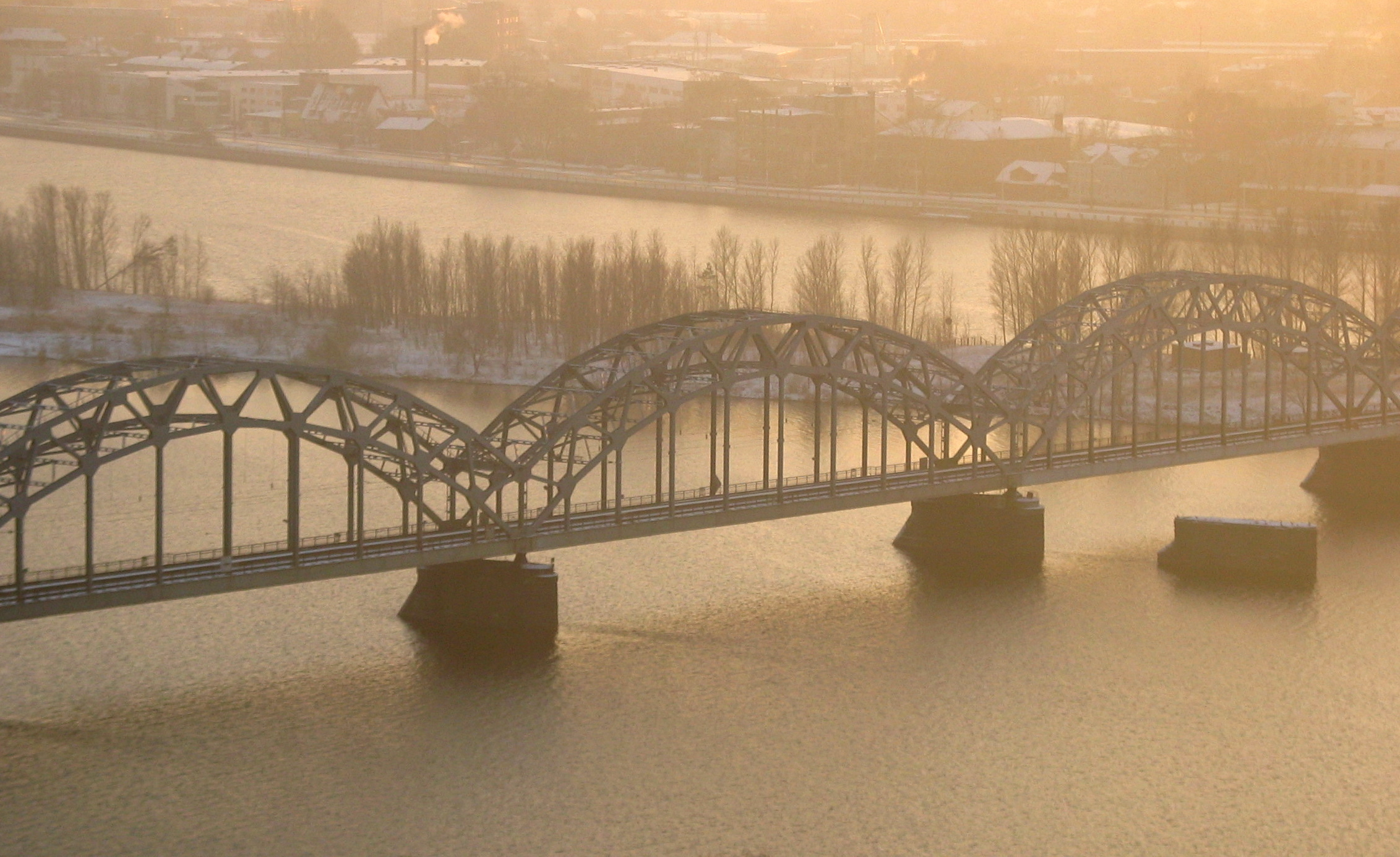